# Aarón Padilla Gutiérrez
Aarón Padilla Gutiérrez (Ciudad de México, 10 de julio de 1942-Ciudad de México, 14 de junio de 2020) fue un futbolista mexicano, que jugaba de extremo izquierdo.

## Carrera deportiva
Vistió la camiseta de los Pumas de la UNAM formando la delantera felina con Juan Alvarado como extremo derecho y Enrique Borja como centro delantero llegando al subcampeonato en la temporada 1966-1967, dirigidos por Walter Ormeño y la de los Potros de Hierro del Atlante durante su carrera profesional.
Jugó en la selección de fútbol de México  fue titular del extremo izquierdo de 1965 a 1970 en que participó en la Copa Mundial de Fútbol de 1966 en Inglaterra y en la Copa Mundial de Fútbol de 1970, en México.

Su hijo, Aarón Padilla Mota, también fue futbolista, pero de menor fama que su padre.

### Fallecimiento
Falleció el 14 de junio de 2020 a los 77 años debido a complicaciones por una neumonía provocada por el COVID-19.

## Participaciones en Copas del Mundo
| Mundial                        | Sede       | Resultado        |
| ------------------------------ | ---------- | ---------------- |
| Copa Mundial de Fútbol de 1966 | Inglaterra | Primera fase     |
| Copa Mundial de Fútbol de 1970 | México     | Cuartos de final |

## Palmarés

### Títulos nacionales
| Título         | Club                 | País   | Año     |
| -------------- | -------------------- | ------ | ------- |
| Torneo de Copa | Universidad Nacional | México | 1974-75 |